# Таверна
Таверна (італ. Taverna) — історично міський або придорожний заїжджий двір, як правило, що складається з харчевні на першому, і кімнат для знімання на другому поверсі.
Слово відноситься як правило до європейської традиції та доавтомобільної доби. Складає так званої «романтики доріг» (часто у такий спосіб зображується в історичній та фентезійній літературі). Таверни розташовувалися вздовж основних трактів і шляхів, здебільшого мали стайні, де мандрівники залишали своїх коней та вози. Заклади такого типу відкривалися й у місцях, які європейці колонізували. Таверни втратили своє значення до 1920-х років, коли автомобілі почали використовувати повсюдно. Сформувалися нові типи закладів — придорожні закусочні, мотелі, готелі, кафе тощо.
В сучасності — підприємство громадського харчування в Італії та деяких інших державах та країнах. Таверна — аналог шинку (корчми, шинка) або англійського пабу (бару), проте, на відміну від бару, у таверні можуть подавати повноцінний обід.

## Походження
Слово походить від лат. tabernae — продуктові магазини в античному Римі, в яких дозволялося вживати їжу та напої, а в окремих випадках — пропонувалася ночівля. У Стародавньому Римі невеликі, збиті з дощок, будки і будиночки називали Taberna. Пізніше, цим словом стали позначати різні крамниці, майстерні, магазини і кабачки. У період розвитку кам'яного будівництва, нижні поверхи зазвичай віддавали під таверни.

## Мультфільми
- Мультфільм "Таверна"

## Пісні
- Кучин Иван — «В таверне»
- Король и Шут — «Хозяин таверны»